# Ourea
U grčkoj mitologiji, Ourea (grčki Ουρεα) bogovi su i personifikacije planina. U rimskoj su mitologiji znani kao Montes. Prema Heziodovoj Teogoniji, bogovi planina nisu imali oca, već ih je Geja (Majka Zemlja) sama rodila:
„...Geja je prvo rodila zvjezdanog Urana (Otac Nebo), jednakog sebi, kako bi ju prekrio... rodila je duge planine (Ourea)...” (Heziod, Teogonija)

## Popis
- Etna – božica vulkana Etne na Siciliji[2] te ljubavnica Zeusa ili njegova sina Hefesta
- Atos
- Helikon – muška planina koja je ušla u natjecanje u pjevanju s planinom Kithairôn
- Kithairôn
- Nysos – mitska planina te odgojitelj Zeusovog sina Dioniza
- Olimp – dom glavnih bogova i božica
- Olimp – otac Marsije
- Oreus – otac Oxylosa
- Parnes
- Tmol